# Lanceola galatheae
Lanceola galatheae is een vlokreeftensoort uit de familie van de Lanceolidae. De wetenschappelijke naam van de soort is voor het eerst geldig gepubliceerd in 2009 door Zeidler.